# Sînkî, Uleanovka
Sînkî (în ucraineană Синьки) este o comună în raionul Uleanovka, regiunea Kirovohrad, Ucraina, formată numai din satul de reședință.

## Demografie
Componența lingvistică a comunei Sînkî
     Ucraineană (96,98%)
     Rusă (2,01%)
     Alte limbi (0,16%)
Conform recensământului din 2001, majoritatea populației comunei Sînkî era vorbitoare de ucraineană (96,98%), existând în minoritate și vorbitori de rusă (2,01%).